# 拉旺特鲁兹
拉旺特鲁兹（法語：La Ventrouze，法語發音：[la vɑ̃tʁuz] ⓘ）是法国奥恩省的一个市镇，属于莫尔塔涅欧佩什区。

## 地理
拉旺特鲁兹（48°36'38"N, 0°41'47"E）面积7.06 平方千米，位于法国诺曼底大区奧恩省，该省份为法国西北部内陆省份，北起顺时针与卡爾瓦多斯省、厄尔省、厄尔-卢瓦省、萨尔特省、马耶讷省和芒什省接壤。
与拉旺特鲁兹接壤的市镇（或旧市镇、城区）包括：图鲁夫尔欧佩什、洛姆沙蒙多。
拉旺特鲁兹的时区为UTC+01:00、UTC+02:00（夏令时）。

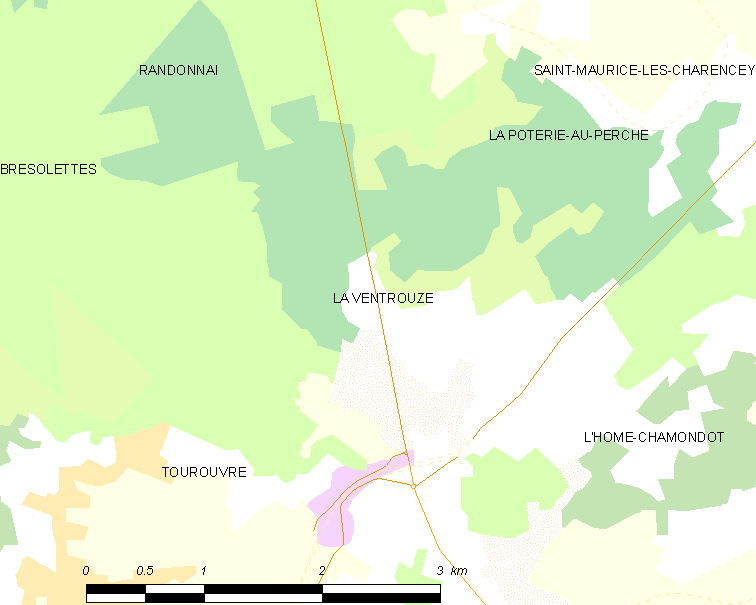
拉旺特鲁兹的OSM定位图

## 行政
拉旺特鲁兹的邮政编码为61190，INSEE市镇编码为61500。

## 政治
拉旺特鲁兹所属的省级选区为图鲁夫尔欧佩什县。

## 人口

1962-2008年间拉旺特鲁兹人口变化图示

拉旺特鲁兹于2022年1月1日时的人口数量为122人。